# Brother Louie (chanson de Modern Talking)
Pour les articles homonymes, voir Brother Louie.
Singles de Modern Talking
Cheri, Cheri Lady
(1985) Atlantis Is Calling (S.O.S. for Love)
(1986)
Clip vidéo
[vidéo] « Brother Louie », sur YouTube
Brother Louie est une chanson du duo allemand Modern Talking incluse dans leur troisième album studio, Ready for Romance, paru le 26 mai 1986.
Le 27 janvier 1986, quatre mois avant la sortie de l'album, la chanson a été publiée en single. C'est le premier single de cet album.
La chanson a atteint la 1re place en Allemagne.
Plusieurs remixes sortent ensuite dans des rééditions du single en 1998 et 1999. 
Par ailleurs, le titre est repris par Kay One en 2017 et par le duo de DJ allemands Vize en 2020.